# Symmacra
Symmacra là một chi bướm đêm thuộc họ Geometridae.